# Nolina longifolia

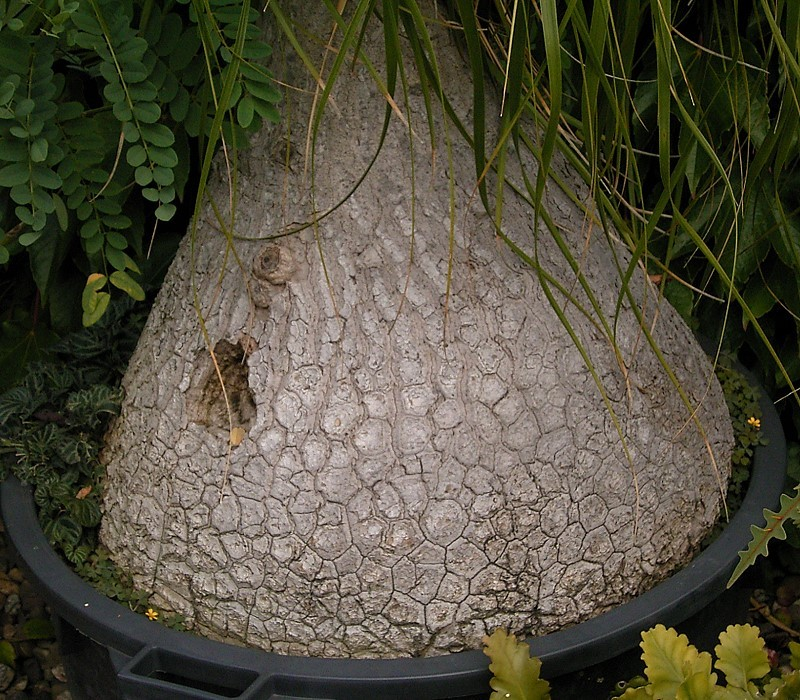
Der typische an der Basis verdickte Stamm mit korkiger Borke

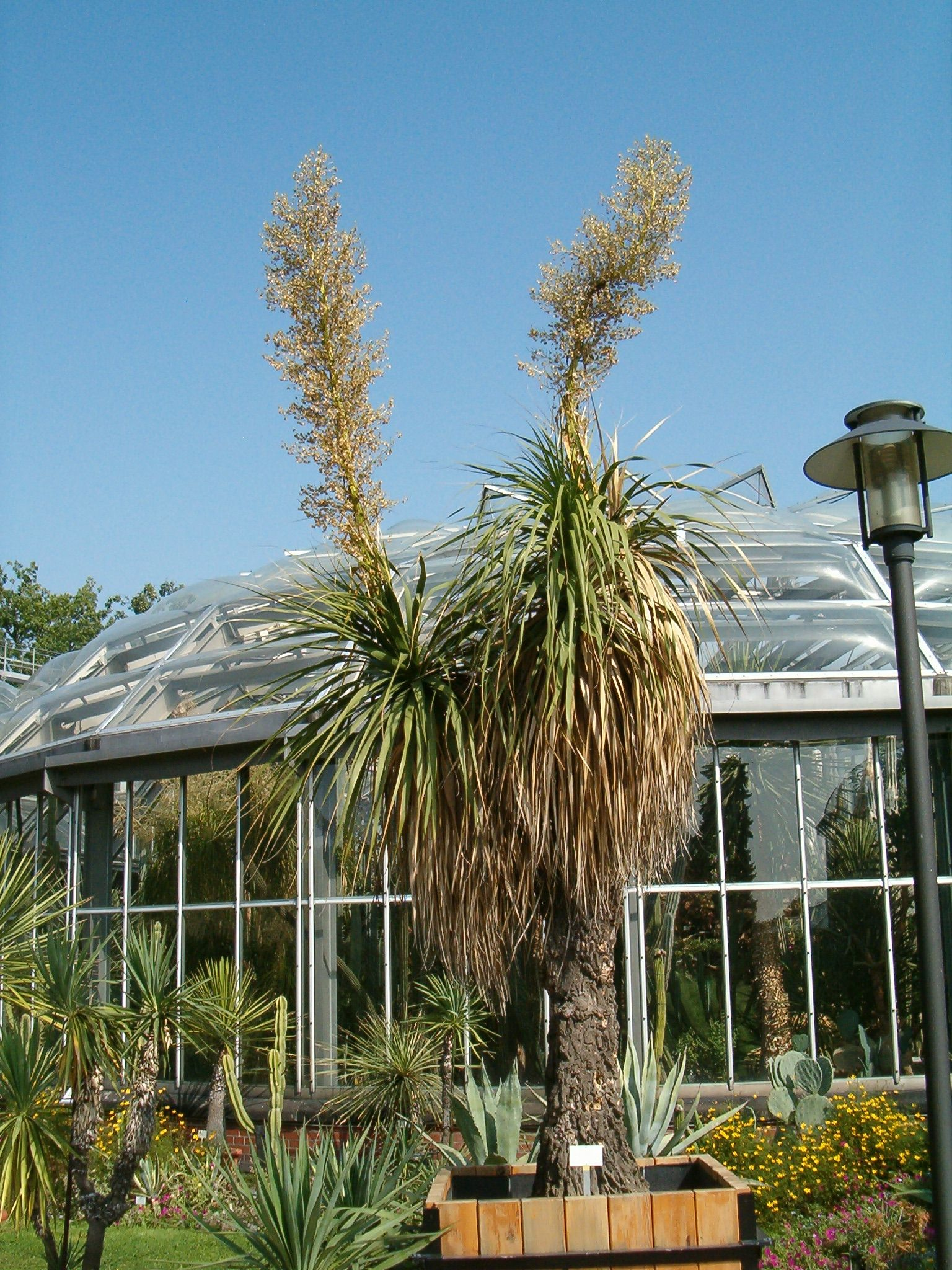
Als Kübelpflanze mit typischen Habitus und Blütenständen

Nolina longifolia ist eine Pflanzenart der Gattung Nolina in der Familie der Spargelgewächse (Asparagaceae). Ein englischer Trivialname ist „Oaxacan Tree Nolina“.

## Beschreibung
Nolina longifolia bildet einen an der Basis geschwollenen, korkigen Stamm mit Wuchshöhen von 1 bis 3 m. Die variablen, weichen, grünen herabfallenden Laubblätter sind 50 bis 250 cm lang und 10 bis 30 mm breit. Die Blätter sind fein gezähnt.
Der unregelmäßig verzweigte, Blütenstand wird 1 bis 2 m hoch. Die weißen Blüten sind 1,5 mm lang und im Durchmesser.
Die in der Reife holzigen, gedrückten Kapselfrüchte sind 8 bis 12 mm lang und 5 bis 8 mm breit. Die braunen, kugelförmigen Samen sind 3 bis 4 mm im Durchmesser.
Nolina longifolia ist frosthart bis minus 8 °C. Sie wird als Zierpflanze verwendet (Handelsname oft „Flaschenbaum“ oder „Elefantenfuß“), wie die im Habitus ähnliche Beaucarnea recurvata.

## Verbreitung und Systematik
Nolina longifolia ist in Mexiko in den Bundesstaaten Oaxaca und Puebla in Höhenlagen von 800 bis 900 m in Waldland verbreitet. Vergesellschaftet mit Dasylirion-Arten.
Nolina longifolia ist ein Mitglied der Sektion Arborescentes. Charakteristisch ist der an Basis geschwollene korkige Stamm.
Die Erstbeschreibung als Yucca longifolia erfolgte 1830 durch Joseph August Schultes und Julius Hermann Schultes. William Botting Hemsley stellte sie 1884 in die Gattung Nolina.
Synonyme sind Beaucarnea longifolia Baker, Dasylirion longifolium Zucc., Roulinia karwinskiana Brongn.

## Nachweise